# Gorō Shimura
 (avril 2019).
Si vous disposez d'ouvrages ou d'articles de référence ou si vous connaissez des sites web de qualité traitant du thème abordé ici, merci de compléter l'article en donnant les références utiles à sa vérifiabilité et en les liant à la section « Notes et références ».
Pour les articles homonymes, voir Shimura.
Gorō Shimura (japonais : 志村 五郎 Shimura Gorō), né le 23 février 1930 à Hamamatsu et mort le 3 mai 2019, est un mathématicien japonais naturalisé américain. 
Il termine comme professeur émérite de mathématiques (l'ancienne chaire Michael Henry Strater Chair) à l'université de Princeton.
Il est connu d'un plus large public par la conjecture de Shimura-Taniyama-Weil, qui est reliée au dernier théorème de Fermat et qui a été démontrée par Andrew Wiles, après onze ans de travaux, en 1995.

## Ouvrages

### Ouvrages de mathématiques
- (en) Automorphic Functions and Number Theory, Springer, 1968, Paperback (ISBN 978-3-540-04224-2, lire en ligne)
- (en) Introduction to the Arithmetic Theory of Automorphic Functions, Princeton University Press, 1er août 1971, 267 p., Paperback (ISBN 978-0-691-08092-5, lire en ligne) - It is published from Iwanami Shoten in Japan.
- (en) Euler Products and Eisenstein Series, American Mathematical Society, 1er juillet 1997, 259 p., Paperback (ISBN 978-0-8218-0574-9, lire en ligne)
- (en) Abelian Varieties with Complex Multiplication and Modular Functions, Princeton University Press, 8 décembre 1997, 217 p., Hardcover (ISBN 978-0-691-01656-6, lire en ligne)
- (en) Arithmeticity in the Theory of Automorphic Forms, American Mathematical Society, 22 août 2000, 302 p., Paperback (ISBN 978-0-8218-2671-3)
- (en) Arithmetic and Analytic Theories of Quadratic Forms and Clifford Groups, American Mathematical Society, 1er mars 2004, 275 p., Hardcover (ISBN 978-0-8218-3573-9, lire en ligne)
- (en) Elementary Dirichlet Series and Modular Forms, Springer, 2007, 152 p., Hardcover (ISBN 978-0-387-72473-7, lire en ligne)
  - (en) Elementary Dirichlet Series and Modular Forms, Springer New York, 28 décembre 2009, Paperback (ISBN 978-1-4419-2478-0)
- (en) Arithmetic of Quadratic Forms, Springer, 15 juillet 2010, Hardcover (ISBN 978-1-4419-1731-7, lire en ligne)

### Non-fiction
- (en) Goro Shimura, The Story of Imari : The Symbols and Mysteries of Antique Japanese Porcelain, Ten Speed Press, 1er juin 2008, 208 p., Hardcover (ISBN 978-1-58008-896-1, lire en ligne)
- (en) The Map of My Life, Berlin, Springer-Verlag, 5 septembre 2008, Hardcover (ISBN 978-0-387-79714-4, lire en ligne)
  - (en) The Map of My Life, Springer New York, 28 décembre 2009, 211 p., Paperback (ISBN 978-1-4419-2724-8)

### Recueils d'articles
- (en) Collected Papers, vol. 1 : 1954-1965, Springer, 2002, 795 p., Hardcover (ISBN 978-0-387-95406-6, lire en ligne)
- (en) Collected Papers, vol. 2 : 1967-1977, Springer, 2002, 831 p., Hardcover (ISBN 978-0-387-95416-5, lire en ligne)
- (en) Collected Papers, vol. 3 : 1978-1988, Springer, 2003, 924 p., Hardcover (ISBN 978-0-387-95417-2, lire en ligne)
- (en) Collected Papers, vol. 4 : 1989-2001, Springer, 2003 (ISBN 978-0-387-95418-9, lire en ligne)